# Bryan Shelton
Bryan Shelton (Huntsville, 22 dicembre 1965) è un allenatore di tennis ed ex tennista statunitense.
Ha vinto due titoli ATP in singolare e due in doppio. I suoi migliori ranking ATP sono stati il 55º posto in singolare nel marzo 1992 e il 52º in doppio nel febbraio 1994. A fine carriera si è dedicato con successo all'attività di coach nell'ambito dei campionati di tennis dei College statunitensi.

## Carriera

### Giocatore

#### Nei campionati statunitensi dei College
Entra al Georgia Institute of Technology con una borsa di studio per meriti sportivi e con la squadra dell'ateneo gioca nei campionati di tennis del College della NCAA tra il 1985 e il 1988. Diventerà uno dei migliori tennisti nella storia del College georgiano, già al primo anno vince il Campionato statunitense amatori e si laurea campione in singolare dell'Atlantic Coast Conference (ACC). L'anno successivo vince il titolo ACC in doppio. Nel 1988, alla sua ultima stagione nel College, contribuisce assieme a Kenny Thorne a portare la squadra per la prima volta alle finali dell'NCAA, quell'anno raggiunge i quarti di finale in singolare ai campionati nazionali NCAA e viene inserito tra gli All-America. Nel 1989 si laurea in Ingegneria industriale e nel 1993 sarà inserito nella Hall of Fame dell'ateneo. Prima di giocare nei campionati dei College, aveva fatto la sua unica apparizione nell'ITF Junior Circuit agli US Open 1984 senza ottenere risultati di rilievo.

#### Da professionista
Impegnato in precedenza nei tornei universitari, fa il suo esordio tra i professionisti a quasi 24 anni al torneo di Wimbledon 1989, supera le qualificazioni e al primo turno viene eliminato da Boris Becker, che si aggiudicherà il titolo. Subito dopo esce al primo turno anche al torneo ATP di Newport, dove debutta nel circuito in doppio e si spinge fino alla semifinale assieme a Kenny Thorne. Dopo alcuni buoni risultati nei tornei Challenger, vince il primo incontro in singolare nel circuito maggiore agli US Open 1989 battendo il nº 79 ATP Jerome Potier, alla sua prima vittoria contro un top 100, e al secondo turno vine sconfitto in 4 set da Jimmy Connors. A fine anno vince il suo primo titolo da professionista al Challenger di Monaco di Baviera sconfiggendo in finale Gianluca Pozzi per 6-4, 7-5. Con questo successo entra per la prima volta nella top 200 del ranking, al 162º posto.
Nel marzo 1990 raggiunge il quarto turno al suo debutto in un torneo ATP Super 9 a Miami, elimina tra gli altri il nº 14 del mondo Alberto Mancini e viene sconfitto da Jakob Hlasek. A maggio supera Broderick Dyke in finale al Tampa Challenger e il mese successivo perde in 4 set contro Ivan Lendl al terzo turno di Wimbledon. In agosto arriva per la prima volta nei quarti di finale in singolare nel circuito maggiore a New Haven, risultato con cui fa il suo ingresso nella top 100. I migliori risultati in doppio della stagione sono la semifinale raggiunta a Rio De Janeiro, il terzo turno al Roland Garros e soprattutto la sua prima finale in un torneo del circuito maggiore sull'erba di Newport, dove gioca con Todd Nelson e vengono sconfitti da Darren Cahill / Mark Kratzmann. Consegue altri buoni risultati e a ottobre raggiunge l'83º posto nel ranking di doppio.
All'inizio del 1991 perde la semifinale in doppio all'ATP di Auckland e a marzo sale al 69º posto nel ranking di specialità. Il primo grande risultato stagionale in singolare arriva a luglio di nuovo a Newport, dove vince il primo titolo ATP battendo in finale Javier Frana per 3-6, 6-4, 6-4. Quello stesso mese perde la finale all'Aptos Challenger, mentre nel torneo di doppio vince il primo titolo di specialità in carriera in coppia con Nduka Odizor. Verso fine anno raggiunge le semifinali sia in singolare che in doppio ai tornei ATP di Brasilia e Tel Aviv. Subito dopo vince il titolo in singolare al Cairo Challenger e sale al 68º posto mondiale.
All'esordio stagionale del 1992 viene sconfitto in semifinale ad Adelaide da Goran Ivanisevic. A marzo arriva al terzo turno a Miami con il successo in due set sul nº 14 del mondo Andre Agassi; viene eliminato da Richard Krajicek e a fine torneo sale alla 56ª posizione mondiale, che rimarrà il suo best ranking ATP in singolare della carriera. Si mette nuovamente in luce in estate con il terzo turno raggiunto a Wimbledon e a luglio vince il suo secondo e ultimo titolo ATP in singolare in carriera confermandosi campione a Newport, grazie al successo in finale su Alex Antonitsch per 6-4, 6-4. Quell'anno disputa in doppio le semifinali a Scottsdale e Manchester e i quarti di finale all'ATP Super 9 di Toronto.
Nel maggio 1993 perde la sua ultima finale ATP in singolare in carriera ad Atlanta contro Jacco Eltingh. Al successivo torneo di Tampa batte il nº 24 ATP Wally Masur ed esce di scena in semifinale. In doppio raggiunge le semifinali ATP di Città del Messico, Washington e Indianapolis e vince i Challenger di Birmingham e delle Azzorre.
Nel febbraio 1994 raggiunge la semifinale di doppio a San Jose e a fine mese vince a Città del Messico il suo primo titolo ATP di doppio, gioca in coppia con Francisco Montana e in finale hanno la meglio in due set su Luke Jensen / Murphy Jensen. Con questi risultati sale al 52º posto mondiale, che rimarrà il suo miglior ranking in carriera. Dopo aver giocato tre volte nei quarti di finale in singolare di tornei ATP nella prima parte della stagione, al primo turno di Wimbledon batte clamorosamente in tre set il nº 2 del mondo Michael Stich, vince anche i due incontri successivi e viene sconfitto 8-10 al quinto set da Christian Bergstrom nell'unica occasione della carriera in cui raggiunge il quarto turno in una prova del Grande Slam. Nel torneo di doppio dello Slam londinese raggiunge il terzo turno. Altri importanti risultati del 1994 sono le semifinali raggiunte in doppio ai tornei ATP di Pinehurst e Bogotà e il Challenger vinto a Guadalajara, nel suo ultimo titolo in singolare da professionista.
Nel 1995 non conferma gli ottimi risultati in doppio di inizio 1994 e a febbraio esce definitivamente dalla top 100 della classifica di doppio. Ad aprile raggiunge la semifinale in singolare all'ATP delle Bermude e subito dopo vince il Challenger di doppio a Birmingham. Al primo turno di Wimbledon elimina il nº 15 del mondo Richard Krajicek; eliminato al secondo turno, perde molti dei punti guadagnati l'anno prima ed esce definitivamente dalla top 100 anche in singolare. Non consegue altri risultati rilevanti nel prosieguo della stagione.
Nell'aprile 1996 raggiunge per l'ultima volta i quarti di finale in singolare in un torneo ATP ad Atlanta, e nel corso della stagione non va oltre le semifinali nei Challenger. In doppio vince nel 1996 solo uno dei 9 incontri ATP disputati e raggiunge una finale Challenger. All'inizio del 1997 vince il suo ultimo titolo in carriera al torneo di doppio di Adelaide, dove gioca assieme a Patrick Rafter e in finale sconfiggono in rimonta gli specialisti Todd Woodbridge / Mark Woodforde. Durante la stagione vince 4 incontri ATP di primo turno in singolare, battendo tra gli altri il nº 25 del mondo MaliVai Washington. In doppio disputa un'altra semifinale ATP a Newport e perde in finale al Challenger di Lexington. Chiude la carriera agli US Open 1997, dove viene eliminato nelle qualificazioni in singolare e al primo turno in doppio.

### Allenatore

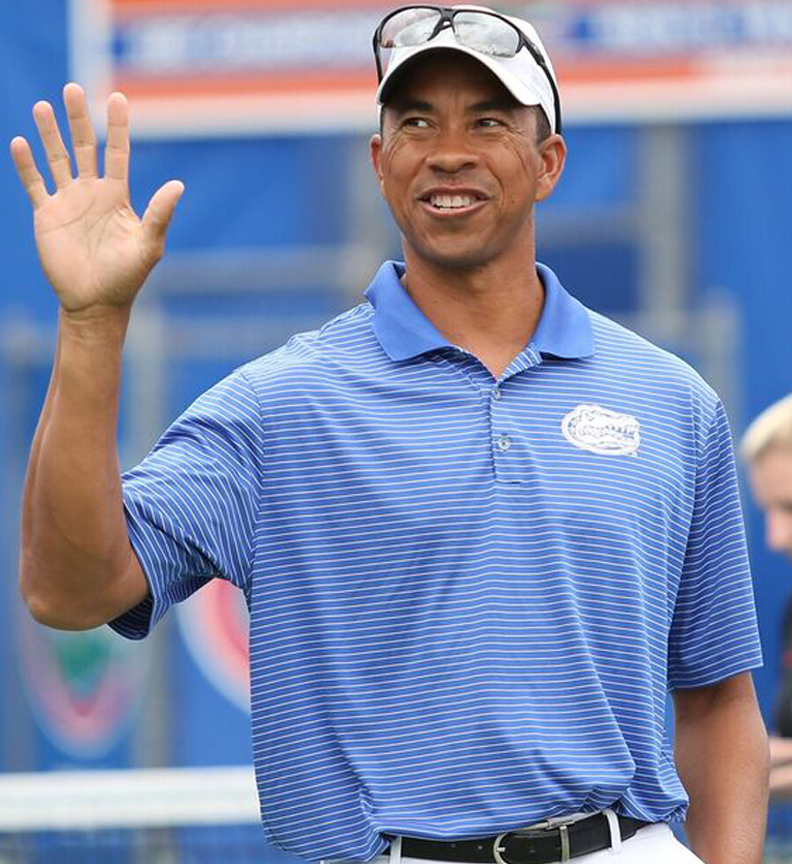
Shelton in veste di coach dei Florida Gators nel 2016

Dopo il ritiro dall'agonismo si dedicò alla carriera di allenatore, iniziò come coach di MaliVai Washington, che era stato finalista al torneo di Wimbledon 1996, e nel 1998 fu nominato "National Coach" della United States Tennis Association (USTA), la Federazione tennis statunitense. Nel 1999 fu ingaggiato come capo allenatore della squadra femminile del Georgia Institute of Technology. Ebbe successo in questa veste, nel 2002, 2005 e 2007 fu nominato coach dell'anno della ACC, e nel 2007 guidò la squadra alla sua prima vittoria nel campionato nazionale NCAA, successo che gli valse il premio come coach dell'anno della Intercollegiate Tennis Association (ITA).
Nel 2012 divenne capo allenatore per la squadra maschile della University of Florida, i Florida Gators, e anche qui ebbe successo; portò ogni anno la squadra a disputare il campionato NCAA, nel 2019 raggiunse la Final Four e nel 2021 i Gators vinsero il primo titolo tennistico nazionale NCAA nella storia dell'ateneo. Anche per questo trionfo, quell'anno gli fu assegnato il premio di coach dell'anno dell'ITA.
Tra i tennisti dei Florida Gators che allena vi è dal 2020 il figlio Ben Shelton, campione NCAA in singolare nel 2022, che seguiva fin da bambino; nel 2021 Ben ha fatto il suo esordio tra i professionisti e con gli ottimi risultati conseguiti nel 2022 è diventato una delle speranze del tennis statunitense.

## Statistiche

### Singolare

#### Vittorie (2)
| Legenda                                                      |
| Grande Slam (0)                                              |
| ATP Tour World Championships / Tennis Masters Cup (0)        |
| ATP Super 9 / Tennis Masters Series (0)                      |
| ATP Championships Series / ATP International Series Gold (0) |
| ATP World Series / ATP International Series (2)              |

| N. | Data           | Torneo                                         | Superficie | Avversario in finale | Punteggio     |
| 1. | 14 luglio 1991 | Hall of Fame Tennis Championships, Newport     | Erba       | Javier Frana         | 3-6, 6-4, 6-4 |
| 2. | 12 luglio 1992 | Hall of Fame Tennis Championships, Newport (2) | Erba       | Alex Antonitsch      | 6-4, 6-4      |

#### Sconfitte in finale (1)
| N. | Data          | Torneo                            | Superficie  | Avversario in finale | Punteggio   |
| 1. | 2 maggio 1993 | Verizon Tennis Challenge, Atlanta | Terra verde | Jacco Eltingh        | 6(1)–7, 2-6 |

### Doppio

#### Vittorie (2)
| Legenda                                                      |
| Grande Slam (0)                                              |
| ATP Tour World Championships / Tennis Masters Cup (0)        |
| ATP Super 9 / Tennis Masters Series (0)                      |
| ATP Championships Series / ATP International Series Gold (0) |
| ATP World Series / ATP International Series (2)              |

| N. | Data             | Torneo                                             | Superficie  | Compagno          | Avversari in finale            | Punteggio     |
| 1. | 27 febbraio 1994 | Abierto Mexicano Telcel, Città del Messico         | Terra rossa | Francisco Montana | Luke Jensen Murphy Jensen      | 6-3, 6-4      |
| 2. | 5 gennaio 1997   | Australian Men's Hardcourt Championships, Adelaide | Cemento     | Patrick Rafter    | Todd Woodbridge Mark Woodforde | 6-4, 1-6, 6-3 |

#### Sconfitte in finale (1)
| N. | Data           | Torneo                                     | Superficie | Compagno    | Avversari in finale          | Punteggio |
| 1. | 15 luglio 1990 | Hall of Fame Tennis Championships, Newport | Erba       | Todd Nelson | Darren Cahill Mark Kratzmann | 6-7, 2-6  |

### Tornei minori

#### Singolare

##### Vittorie (4)
| Legenda tornei minori |
| Challenger (4)        |
| Futures (0)           |

| N. | Data             | Torneo                               | Superficie    | Avversario in finale | Punteggio     |
| 1. | 26 novembre 1989 | Munich Challenger, Monaco di Baviera | Sintetico (i) | Gianluca Pozzi       | 6-4, 7-5      |
| 2. | 6 maggio 1990    | Tampa Challenger, Tampa              | Terra verde   | Broderick Dyke       | 6-7, 6-2, 6-1 |
| 3. | 20 ottobre 1991  | Cairo Challenger, Il Cairo           | Cemento       | Jacco Eltingh        | 7-6, 7-6      |
| 4. | 27 novembre 1994 | Guadalajara Challenger, Guadalajara  | Terra rossa   | Sjeng Schalken       | 6-4, 3-6, 6-2 |

#### Doppio

##### Vittorie (4)
| Legenda tornei minori |
| Challenger (4)        |
| Futures (0)           |

| N. | Data              | Torneo                            | Superficie  | Compagno     | Avversari in finale           | Punteggio     |
| 1. | 27 luglio 1991    | Aptos Challenger, Aptos           | Cemento     | Nduka Odizor | Miguel Nido Fernando Roese    | 6-4, 6-3      |
| 2. | 24 aprile 1993    | Birmingham Challenger, Birmingham | Terra verde | Todd Witsken | Pablo Albano Javier Frana     | 7-6, 6-3      |
| 3. | 11 settembre 1993 | Azores Challenger, Azzorre        | Cemento     | Roger Smith  | Chris Bailey Jeff Tarango     | 6-4, 6-4      |
| 4. | 29 aprile 1995    | Birmingham Challenger, Birmingham | Terra verde | Ken Flach    | Ellis Ferreira Brent Haygarth | 5-7, 7-5, 6-2 |